# Система космического запуска многоразового использования
Система космического запуска многоразового использования — система, объединяющая ракету-носитель или самолёт-носитель и космический корабль или суборбитальный или космический самолёт, которые имеют возможность полностью или структурными частями невредимыми возвращаться на Землю (или на поверхность другой планеты) и применяться таким образом неоднократно. Пока ещё не создано ни одной полностью многоразовой системы для космических запусков, но, например, для полёта «Спейс шаттл» использовались многоразовые космический корабль и боковые ракетные ускорители. Внешний топливный бак после отстыковки уничтожался в атмосфере при падении.
Ближе всего к полной многоразовости использования приблизилась американская компания SpaceX с их текущими версиями ракет семейства Falcon. 22 декабря 2015 года SpaceX удалось без повреждений приземлить первую ступень. А уже 30 марта 2017 года на плавающую в океане платформу ASDS была посажена первая ступень, которая уже запускалась раньше. 6 февраля 2018 года во время тестового полёта Falcon Heavy невредимыми были возвращены два боковых ядра-ускорителя. Космические корабли Dragon компании SpaceX также способны возвращаться на Землю.
В 2015 году компании Blue Origin удалось осуществить приземление предназначенной для космического туризма капсулы New Shepard, поднявшейся на высоту 100,5 км, и её нижней ступени. Также Blue Origin разрабатывает мощную систему запуска многоразового использования New Glenn, первоначальный запуск которой был запланирован на 2021 год, но был отложен до августа 2024 года, а затем и до октября 2024 года.

## Шаттл
Наиболее известная и успешная американская программа многоразовых транспортных космических кораблей — «Спейс шаттл». Программа действовала в 1981—2011 годах.
Длина шаттла — 32,2 м, размах крыльев — 23,8 м, стартовая масса — 100 т, масса всей системы вместе с твердотопливными ускорителями — более 2030 т.
К 2006 году общие расходы на программу составили 160 млрд долл. К тому времени состоялось 115 запусков. Средние затраты на полет — 1,3 млрд долларов США.

## Орёл
«Орёл» — разрабатываемый в России многоразовый космический корабль, который должен заменить корабли серии «Союз» и автоматические грузовые корабли серии «Прогресс».

## Dragon
Грузовой космический корабль многоразового использования Dragon американской компании SpaceX имеет размеры 3,66 м и высоту 2,9 м. Стартовая загрузка — 6 т. Dragon доставляет грузы к МКС в рамках программы Commercial Resupply Services. Корабль запускается на орбиту ракетой-носителем Falcon 9 Full Thrust, в состав которой входит первая ступень многоразового использования. SpaceX также разрабатывает пилотируемую версию корабля — Dragon 2.